# Comuna Stavciînți, Hmelnîțkîi
Stavciînți (în ucraineană Ставчинці) este o comună în raionul Hmelnîțkîi, regiunea Hmelnîțkîi, Ucraina, formată din satele Polovi Hrînivți și Stavciînți (reședința).

## Demografie
Componența lingvistică a comunei Stavciînți
     Ucraineană (99,26%)
     Alte limbi (0,74%)
Conform recensământului din 2001, majoritatea populației comunei Stavciînți era vorbitoare de ucraineană (99,26%), existând în minoritate și vorbitori de alte limbi.